# Mittelstenahe
Mittelstenahe est une commune allemande de l'arrondissement de Cuxhaven, Land de Basse-Saxe.

## Géographie
Mittelstenahe comprend les quartiers de Nordahn et Varrel.

## Histoire
Mittelstenahe est mentionné pour la première fois en 1500.
Le 1er juillet 1972, les communes de Nordahn et Varrel fusionnent avec Mittelstenahe.